# Xantocromía

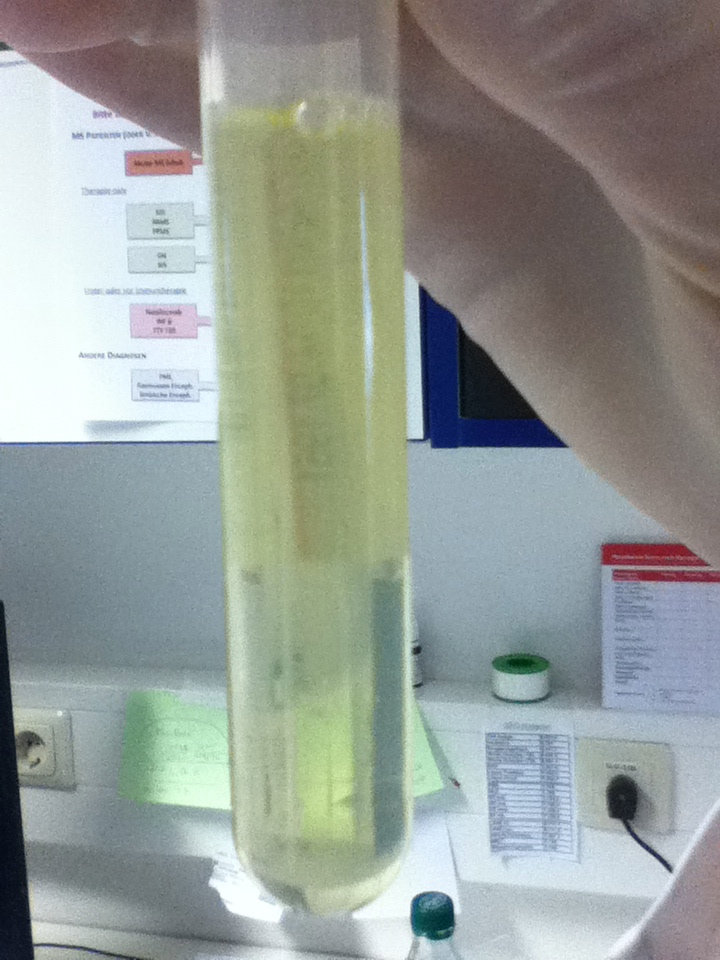
Líquido cefalorraquídeo que presenta xantocromía

La xantocromía es el término general para definir la coloración amarilla de una parte del cuerpo (piel u otro tejido) o de un líquido orgánico. 
Cuando se hace referencia a la xantocromía en el caso del líquido cefalorraquídeo, que es claro como cristal de roca, la xantocromía indica que se ha producido una liberación de hemoglobina al haberse producido una hemorragia en alguna parte del sistema nervioso central.